# Guy François
Guy François (* 18. September 1947; † 3. Juni 2019 in Montreal) war ein haitianischer Fußballspieler.

## Karriere

### Verein
Im Verein spielte François für Violette AC.

### Nationalmannschaft
Für Haiti war François bei der Qualifikation zu der WM 1970 im Einsatz. Mit seinem Land schaffte er es bis zum Entscheidungsspiel gegen El Salvador und war auch bei dieser Begegnung im Einsatz. Das Spiel verlor Haiti mit 0:1, somit war die Qualifikation zu der WM 1970 gescheitert.
Bei der Qualifikation zu der WM 1974 war er wieder im Kader und bestritt sieben Spiele. Bei dem 7:0-Heimsieg gegen Puerto Rico erzielte er ein Tor. Diesmal war die Qualifikation erfolgreich und so nahm er mit Haiti erstmals bei der WM 1974 teil. Dort kam er gegen Polen und Argentinien zum Einsatz.